# U-Bahnhof Königsplatz
Der U-Bahnhof Königsplatz ist ein U-Bahnhof im Stadtteil Maxvorstadt der bayrischen Landeshauptstadt München.
Lage

Der Bahnhof liegt in der Nähe zahlreicher Museen, davon direkt am Königsplatz die Staatliche Antikensammlungen und die Glyptothek. Auch die Neue, Alte und die Pinakothek der Moderne, sowie das Lenbachhaus sind zu Fuß erreichbar. Der U-Bahnhof verläuft entlang der Linien U2 und U8 in Nord-Süd-Richtung, die umliegenden (U-)Bahnhöfe sind Theresienstraße (nördlich) und Hauptbahnhof (südlich).
Aufbau

Die Form- und Farbgebung, wie auch die Ausgestaltung des U-Bahnhofs sticht im Vergleich zu den übrigen, in den 1980er Jahren eröffneten, sparsamer gestalteten U-Bahnhöfen heraus.
Die Hintergleiswände sind mit Faksimiles bekannter Kunstwerke gestaltet. Sie beziehen sich jeweils auf eines der darüber liegenden Museen und sind auch danach geordnet. In der Mitte des Bahnsteigs stehen in drei großen Glas-Vitrinen Nachgüsse der Figuren im Zentrum der Münchner Propyläen. Sie wurden im Jahr 1990 eingefügt und versinnbildlichen den Charakter des Bahnhofs einmal mehr. In den quadratischen Säulen des Bahnhofs sind kleine Vitrinen eingearbeitet, in denen Kleinexponate ausgestellt sind.
Der Boden ist anders als die anderen 1980 eröffneten Bahnhöfe mit graublauen Azul-Granitplatten ausgelegt. Er ist des Weiteren mit einigen Bodenmosaiken ausgestaltet. Die Säulen sind mit großen braunen Steinplatten verkleidet und die Decke mit den zwei Lichtbändern ist mit Aluminium-Lamellen verblendet. 
Bau- und Planungsgeschichte

Der Bahnhof ist nach dem darüberliegenden Platz benannt und wurde am 18. Oktober 1980 eröffnet. Die Planungen übernahmen Josef Wiedemann und Johannes Segieth. Dan Flavin besorgte die Lichtgestaltung. Geplant wurde der Bahnhof unter dem Namen der kreuzenden Brienner Straße, die selbst einmal den Namen Königsstraße trug.
| Linie | Linienverlauf |
| ----- | --- |
| U2    | Feldmoching – (1065 m) – Hasenbergl – (631 m) – Dülferstraße – (1112 m) – Harthof – (962 m) – Am Hart – (1010 m) – Frankfurter Ring – (657 m) – Milbertshofen – (1094 m) – Scheidplatz – (1103 m) – Hohenzollernplatz – (756 m) – Josephsplatz – (513 m) – Theresienstraße – (730 m) – Königsplatz – (583 m) – Hauptbahnhof – (905 m) – Sendlinger Tor – (746 m) – Fraunhoferstraße – (1116 m) – Kolumbusplatz – (711 m) – Silberhornstraße – (553 m) – Untersbergstraße – (654 m) – Giesing – (1280 m) – Karl-Preis-Platz – (868 m) – Innsbrucker Ring – (1576 m) – Josephsburg – (978 m) – Kreillerstraße – (1207 m) – Trudering – (959 m) – Moosfeld – (1683 m) – Messestadt West – (925 m) – Messestadt Ost |
| U8    | nur samstags: Olympiazentrum – (944 m) – Petuelring – (832 m) – Scheidplatz – (1103 m) – Hohenzollernplatz – (756 m) – Josephsplatz – (513 m) – Theresienstraße – (730 m) – Königsplatz – (583 m) – Hauptbahnhof – (905 m) – Sendlinger Tor – (746 m) – Fraunhoferstraße – (1116 m) – Kolumbusplatz – (711 m) – Silberhornstraße – (553 m) – Untersbergstraße – (654 m) – Giesing – (1280 m) – Karl-Preis-Platz – (868 m) – Innsbrucker Ring – (982 m) – Michaelibad – (1708 m) – Quiddestraße – (778 m) – Neuperlach Zentrum |

## Kunstbau
Der beim Bau über der Station entstandene unterirdische Raum wird von der Städtischen Galerie im Lenbachhaus (einem in der Nähe liegenden Kunstmuseum) als Ausstellungsraum genutzt (siehe: Kunstbau).